# Лю Хун
Лю Хун (кит. упр. 刘虹, пиньинь Liú Hóng, род. 12 мая 1987 года) — китайская легкоатлетка, специализирующаяся в спортивной ходьбе. Чемпионка Олимпийских игр 2016 года. Двукратная чемпионка мира 2015 и 2019 годов, серебряная призёрка чемпионата мира 2011 года, двукратная бронзовая призёрка чемпионатов мира 2009 и 2013 годов в ходьбе на 20 километров. Двукратный победитель Азиатских игр на аналогичной дистанции 2006 и 2010 годов.

## Достижения
16 марта 2014 года выиграла соревнования Lugano Trophy в Лугано с результатом 1:27.25.
6 июня 2015 года на соревнованиях Gran Premio Cantones de Marcha установила новый мировой рекорд в заходе на 20 километров — 1:24.38. Она превзошла мировой рекорд российской легкоатлетки Елены Лашмановой, который был равен 1:25.02.
В марте 2019 года Лю Хун установила мировой рекорд в спортивной ходьбе на 50 километров на соревнованиях в Китае. Она финишировала со временем 3 часа 59 минут 15 секунд, став первой женщиной преодолевший дистанцию менее, чем за четыре часа.
На предолимпийском чемпионате мира 2019 года в Дохе, китайская спортсменка победила на дистанции 20 километров, показав результат 1:32:53. Соревнования проходили в ночное время. 